# ランズベルク L-60
ランツヴェルク L-60 (Landsverk L-60) は、1934年にスウェーデンのランツヴェルクで開発された軽戦車である。
L-60は当時としては先進的なトーションバー・サスペンション、視察用ペリスコープ、全溶接構造などの特徴を持ち、1935年には生産が始められた。
本車の成功により、III号戦車E型にも、トーションバー・サスペンションが採用された。
その後、スウェーデン陸軍ではL-60のいくつかのモデルがStrv m/38、Strv m/39、Strv m/40として採用され、1956年まで運用された。またハンガリーでライセンス生産されたモデルはトルディとしてハンガリー陸軍で運用された。

## 形式・派生型
L-60
最初に開発されたモデルで、1935年に2両がアイルランド陸軍に納入された。
L-60 Ö
オーストリア軍向けに生産されたモデル。"Ö" は "Österreich" の意。1936年に1両がオーストリアに納入されたが導入は進まなかった。この後L-60 Öはハンガリーに販売され、トルディ開発のベース車両として使用された。
トルディ
ハンガリーで改修を受け、ライセンス生産されたモデル。初期モデルの主砲は20mm戦車砲であったが、生産途中から40mm戦車砲へ更新された。
L-60 S
スウェーデン陸軍向けの主量産型。主砲はボフォース製37mm戦車砲に変更されている。
L-60 S/I (Strv m/38)
1937年に15両が発注され、1939年に配備された。
L-60 S/II (Strv m/39)
1939年に20両が発注され、1940年に配備された。
L-60 S/III (Strv m/40L)
1940年に100両が発注され、1941年に配備された。
L-60 S/V (Strv m/40K)
1942年に80両が発注され、1944年に配備された。

## その他の運用国
1956年に20両のL-60がドミニカ共和国に売却され、改修を受けL/60Lと呼ばれた。1965年に発生したドミニカ内戦では、アメリカ軍との交戦で3両のL/60Lが破壊された。内戦後アメリカ合衆国はドミニカ国軍の再建を支援し、元の20両のL/60Lのうち12両が修復されて軍に復帰した。これらの車両は2002年頃まで実戦配備されていた。